# Kapuściński non-fiction

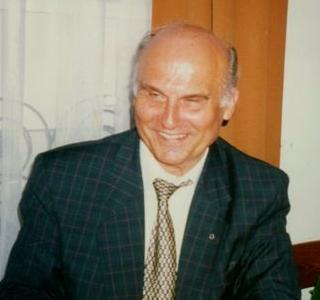
Ruszard Kapuscinski

Kapuscinski non fiction (2010) es una biografía no autorizada del periodista y escritor Artur Domosławski sobre Ryszard Kapuściński.

## Repercusiones
Best seller en Polonia y otros países, la obra causó polémica por los contenidos en relación con algunos pasajes de la vida del periodista polaco, como sus amoríos extramatrimoniales, causa de denuncia de la esposa de Kapuściński, Alicja Kapuścińska, contra el autor o las conclusiones sacadas de las entrevistas con las que se realizó la biografía que apuntan a las diferencias entre los relatos y los hechos vividos por Kapuściński.